# Донна Шалейла
Донна Една Шалейла (англ. Donna Edna Shalala; нар. 14 лютого 1941, Клівленд, Огайо) — вісімнадцятий міністр охорони здоров'я та соціальних служб США (1993—2001). Була президентом Університету Маямі та Вісконсинського університету, а також головою Фонду Клінтона.

## Біографія
Народилася в сім'ї вихідців з Лівану, батько — бакалійник Джеймс Абрахам Шалейла, мати — адвокат Една Сміт. Виросла у Клівленді, штат Огайо. Разом зі своєю сестрою-близнюком навчалася у технічній школі, яку закінчила 1958 року. Потім навчалася в Західному коледжі для жінок в Огайо, де отримала в 1962 році ступінь бакалавра мистецтв. 1968 року отримала ступінь магістра в Сіракузькому університеті, а 1970 року — ступінь доктора філософії.
Шалейла розпочала викладацьку діяльність у коледжі Барух, вступила до Американської профспілки викладачів. З 1972 по 1979 рік викладала політологію в Колумбійському університеті. Одночасно з 1977 по 1980 рік вона обіймала посаду помічника секретаря з розробки політики та досліджень у Департаменті житлового будівництва та міського розвитку під час керівництва президента Джиммі Картера.
Досвід Шалейли в управлінській діяльності розпочався з 8 жовтня 1980 року, коли її було обрано 10-м президентом Коледжу Хантера, де вона пропрацювала на цій посаді до 1988 року. Потім була головою Університету Вісконсин-Медісон з 1988 по 1993 рік.
З 1992 до 1993 року була головою Фонду захисту дітей. 22 січня 1993 року очолила Міністерство охорони здоров'я та соціальних служб США в адміністрації президента Білла Клінтона. Керувала міністерством упродовж 8 років, що стало найтривалішим терміном в історії відомства. 1996 року Шалейла була черговим кандидатом президента, коли Клінтон виступав з Посланням президента.
На посаді міністра займала тверду антинаркотичну позицію. На думку газети Washington Post, є найуспішнішим міністром охорони здоров'я сучасного часу.
З 1 червня 2001 року по 16 серпня 2015 року була ректором університету Маямі. З 2015 до 2017 року очолювала благодійний Фонд Клінтона.